# Цюсянь
Цюся́нь (кит. упр. 邱县, пиньинь Qiū xiàn) — уезд городского округа Ханьдань провинции Хэбэй (КНР).

## История
При империи Хань на этой территории находилось удельное владение Пинъэнь (平恩候国); впоследствии там существовали уезды Яньпин (延平县) и Пинъэнь (平恩县). При империи Юань в 1289 году был образован уезд Цю (丘县). При империи Цин во время правления под девизом «Юнчжэн» в 1726 году из-за практики табу на имена в связи с тем, что иероглифом 丘 записывалось личное имя Конфуция, к иероглифу был добавлен элемент справа.
В 1949 году был создан Специальный район Ханьдань (邯郸专区), и уезд вошёл в его состав. В 1958 году Цюсянь был присоединён к уезду Цюйчжоу, но в 1962 году восстановлен. В 1970 году Специальный район Ханьдань был переименован в Округ Ханьдань (邯郸地区). В июне 1993 года округ Ханьдань и город Ханьдань были расформированы, и образован Городской округ Ханьдань.

## Административное деление
Уезд Цюсянь делится на 4 посёлка, 2 волости и 1 национальную волость.